# Copris illotus
Copris illotus är en skalbaggsart som beskrevs av Vladimir Balthasar 1942. Copris illotus ingår i släktet Copris och familjen bladhorningar. Inga underarter finns listade i Catalogue of Life.